# Cyfrowy tubylec
Cyfrowy tubylec (ang. digital native) – pojęcie oznaczające człowieka urodzonego w czasach powszechnego stosowania w życiu codziennym i zawodowym Internetu, komputerów i innych urządzeń, traktującego Internet jako zwyczajny element otaczającego go świata. Cyfrowi tubylcy są przeciwstawiani cyfrowym imigrantom.

## Pochodzenie terminu

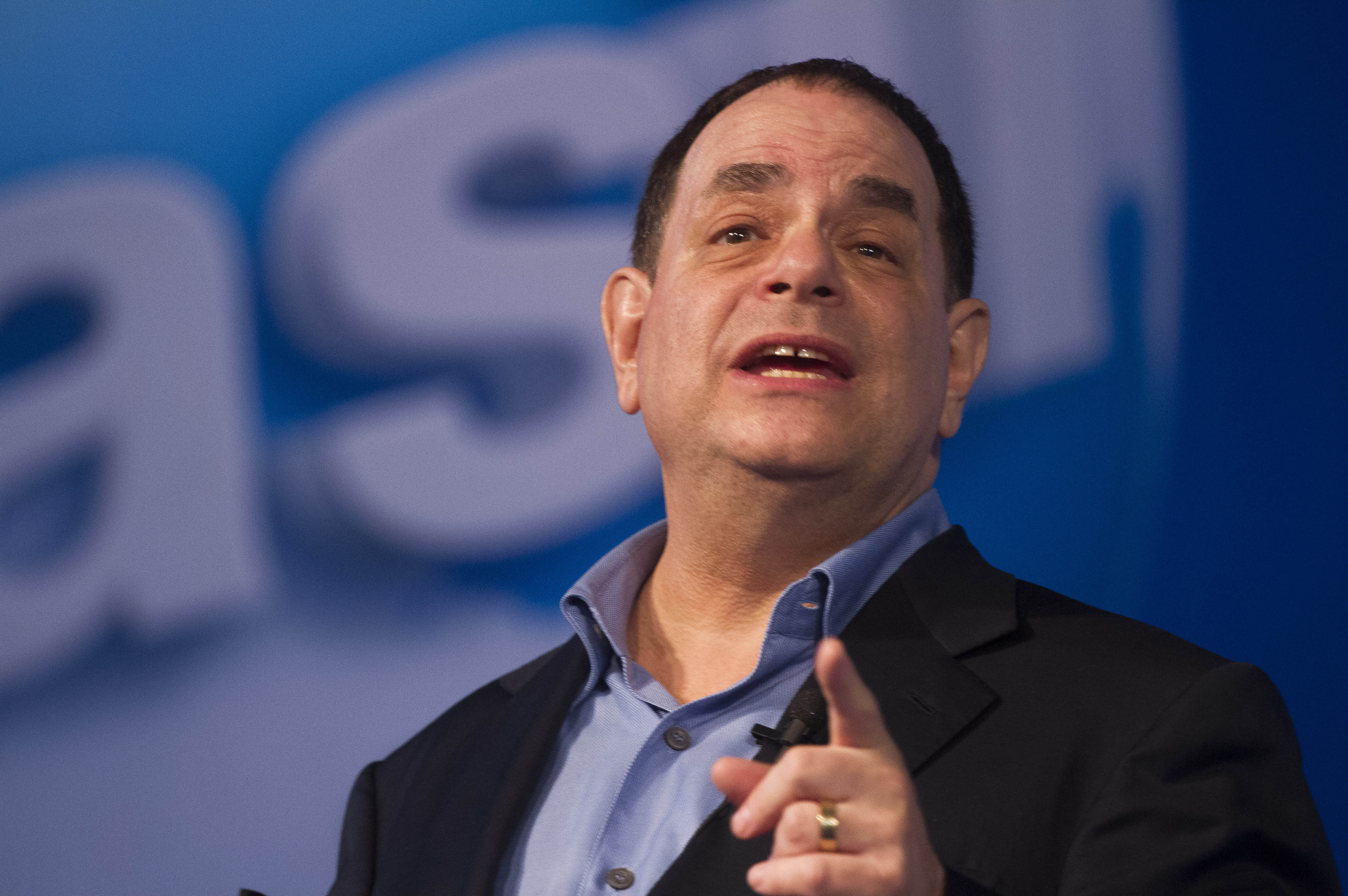
Marc Prensky

Twórcą pojęcia digital natives jest amerykański badacz mediów, pisarz, projektant gier komputerowych i systemów edukacyjnych Marc Prensky, który w artykule opublikowanym w „On the Horizon” w 2001 r. scharakteryzował cyfrowych tubylców w opozycji do cyfrowych imigrantów (digital immigrants). Prensky mianem cyfrowych tubylców określił pokolenie urodzonych po 1980 roku, dla którego komputery i Internet są tak naturalnymi elementami świata, jak dla poprzedzających je generacji prąd, radio czy telewizja.
Termin digital native powstał na wzór określenia native speaker, czyli „użytkownik języka ojczystego”, co oznacza, że dla reprezentantów tego pokolenia „ojczyzną” jest świat cyfrowych technologii oparty na komunikacji w Internecie.

## Charakterystyka cyfrowych tubylców
Pokolenie cyfrowych tubylców traktuje Internet, komputer czy telefon jako naturalne narzędzia służące do komunikacji międzyludzkiej, kreowania swojego wizerunku, rozrywki, nauki i pracy. To pokolenie, które wzrasta i wychowuje się na grach i stałym dostępie do sieci. Ma zawsze ze sobą urządzenia pozwalające na stały dostęp do Internetu i komunikowanie się z otoczeniem. Bez telefonu i komputera przedstawiciel tej generacji czuje się zagubiony i zdezorientowany w realnym świecie.
Cyfrowi tubylcy zwykle korzystają z wielu urządzeń multimedialnych jednocześnie lub służy im do tego wielofunkcyjny smartfon. Używają niezwykle intensywnie mediów i umieją w tym samym czasie za pomocą jednego urządzenia oglądać film, słuchać muzyki, wysyłać wiadomości czy rozmawiać. Zjawisko to bywa nazywane wielozadaniowością lub media multitaskingiem. Naukowcy dostrzegają jednak negatywne strony takich zachowań. Don Tapscott w książce Cyfrowa dorosłość. Jak pokolenie sieci zmienia nasz świat powołuje się na badania psychologiczne, które udowodniły, że zdolność człowieka do jednoczesnego wykonywania dwóch czynności jest ograniczona.
Typowy cyfrowy tubylec jest nieustannie lub przez większą część dnia online. Rozmawia przez telefon, odbiera maile, odczytuje i pisze smsy, komunikuje się poprzez facebooka lub inne portale społecznościowe. Biegle i w sposób zaawansowany obsługuje nowe technologie.

## Różnice między cyfrowymi tubylcami a cyfrowymi imigrantami
Wielu badaczy podkreśla przepaść, jaka istnieje pomiędzy pokoleniem cyfrowych tubylców a pokoleniem cyfrowych imigrantów.
Magdalena Szpunar za Prenskym charakteryzuje cyfrowych tubylców i cyfrowych imigrantów następująco:
| Cyfrowi tubylcy                             | Cyfrowi imigranci                      |
| ------------------------------------------- | -------------------------------------- |
| preferują obraz i dźwięk                    | preferują tekst                        |
| szybko się nudzą, są niecierpliwi           | systematyczni                          |
| preferują swobodny dostęp do informacji     | preferują jednostronny model nauczania |
| nowe technologie traktują ufnie, kreatywnie | nowe technologie traktują z rezerwą    |

Lechosław Hojnacki w tekście Pokolenie m-learningu – nowe wyzwanie dla szkoły wskazuje na pedagogiczne różnice między dwoma pokoleniami:
| Nauczyciele Cyfrowi imigranci | Uczniowie Rodowici cyfrowcy |
| --- | --- |
| Mają problemy ze zrozumieniem wirtualnej powierzchni widocznej przez okienko ekranu przesuwane nad nią.                                      | Potrafią wyobrażać sobie i rozumieć wirtualną powierzchnię widzianą przez okienko przesuwanego nad nią ekranu.                                                                                        |
| Potrafią wyobrażać sobie i rozumieć treść długiego, linearnego tekstu czytanego z książki.                                                   | Mają problemy ze zrozumieniem długiego i skomplikowanego tekstu. |
| Lepiej rozumieją tekst drukowany. | Z powodzeniem czytają z małego ekranu. |
| Przedkładają tekst nad obraz i dźwięk. | Przedkładają obraz i dźwięk nad tekst. |
| Preferują linearne myślenie i szeregowe przetwarzanie informacji.                                                                            | Preferują swobodny (hipertekstowy i hipermedialny) dostęp oraz równoległe przetwarzanie informacji.                                                                                                   |
| Preferują cierpliwość, systematyczność i oczekiwanie skumulowanych, odroczonych rezultatów.                                                  | Preferują akcydentalne, krótkotrwałe uczenie się, eksperymentowanie, wielozadaniowość, oczekują szybkich efektów.                                                                                     |
| Wykorzystują podstawowe, standardowe funkcje posiadanych urządzeń mobilnych analogiczne do tradycyjnych. Traktują nowe technologie nieufnie. | Odkrywają wszystkie funkcje posiadanych urządzeń, wymyślają nowe ich zastosowania. Traktują nowe technologie kreatywnie, ufnie. Posiadane urządzenia mobilne traktują jak przedmioty bardzo osobiste. |

Janusz Morbitzer komentuje powyższe różnice, twierdząc, że po raz pierwszy w dziejach ludzkości zmienił się kierunek przekazu wiedzy technicznej, ponieważ starsze pokolenie straciło dominującą rolę w transmisji umiejętności technicznych. Najczęściej pokolenie wnuków uczy dziadków obsługi komputera czy telefonu komórkowego. To odwrócenie tradycyjnych ról, jakie do tej pory organizowały życie społeczne.
Krystyna Polańska rozszerza podział na cyfrowych tubylców i cyfrowych imigrantów, dodając kategorię osób cyfrowo wykluczonych, czyli takich które z różnych przyczyn nie mają dostępu do sprzętu komputerowego i Internetu lub też nie posiadają odpowiednich umiejętności.